# Малый Майдан
Малый Майдан — посёлок в Вознесенском районе Нижегородской области. Входит в состав Нарышкинского сельсовета.

## География
Посёлок находится в юго-западной части Нижегородской области на расстоянии приблизительно 15 километров (по прямой) к юго-востоку от посёлка Вознесенского, административного центра района.

## История
Основан  в 1912 году в ходе Столыпинской реформы и был назван Столыпиным. В 1928 году в посёлок переехало 25 семей из села Сарминский Майдан и он был переименован в Малый Майдан. В советское время работал колхоз им. Будённого и совхоз «Нарышкинский». В 1990 году здесь проживали 26 жителей.

## Население
Постоянное население составляло 7 человек (русские 100%) в 2002 году, 6 в 2010.